# Hemne
Hemne er en tidligere kystkommune som lå i Trøndelag fylke i Norge, 110 km. fra Trondheim og 60 km. fra Orkdal. Ved kommunereformen i Norge 2020 blev  den lagt sammen med  Halsa og en del af Snillfjord, i den nye kommune Heim. Den grænser i øst til Snillfjord og Orkdal, i syd til Rindal og Surnadal, og i vest til Aure og Halsa. Nord for Trondheimsleia ligger Hitra.

## Geografi
Højeste fjeld er Ruten med sine 1.039 meter over havet, på grænsen mod Rindal. Største ø er Røstøya; øen er beskyttet som barskovsreservat. Rovatnet, som ligger lige syd for Kyrksæterøra, er største sø.

### Skoler
Kommunen har 3 grundskoler. Fire kommunale og fire private børnehaver dækker stort set behovet efter børnehavepladser. I kommunen er der også en videregående skole, Hemne Videregående skole.

### Kirker
- Heim kirke
- Hemne kirke
- Vinje kirke

## Næringsliv
Kommunen har et varieret erhvervsliv. Den største industriarbejdsplads er Fesil Holla Metall som producerer siliciummetal. Andre vigtige erhverv er landbrug, opdræt af fisk, trævareproduktion, transport og service med bl.a. handel og hotel. Nærheden til ilandføringssted for gas og Statoils metanolfabrik på Tjeldbergodden i Aure kommune er en vigtig faktor for beskæftigelsen.